# James Sadler

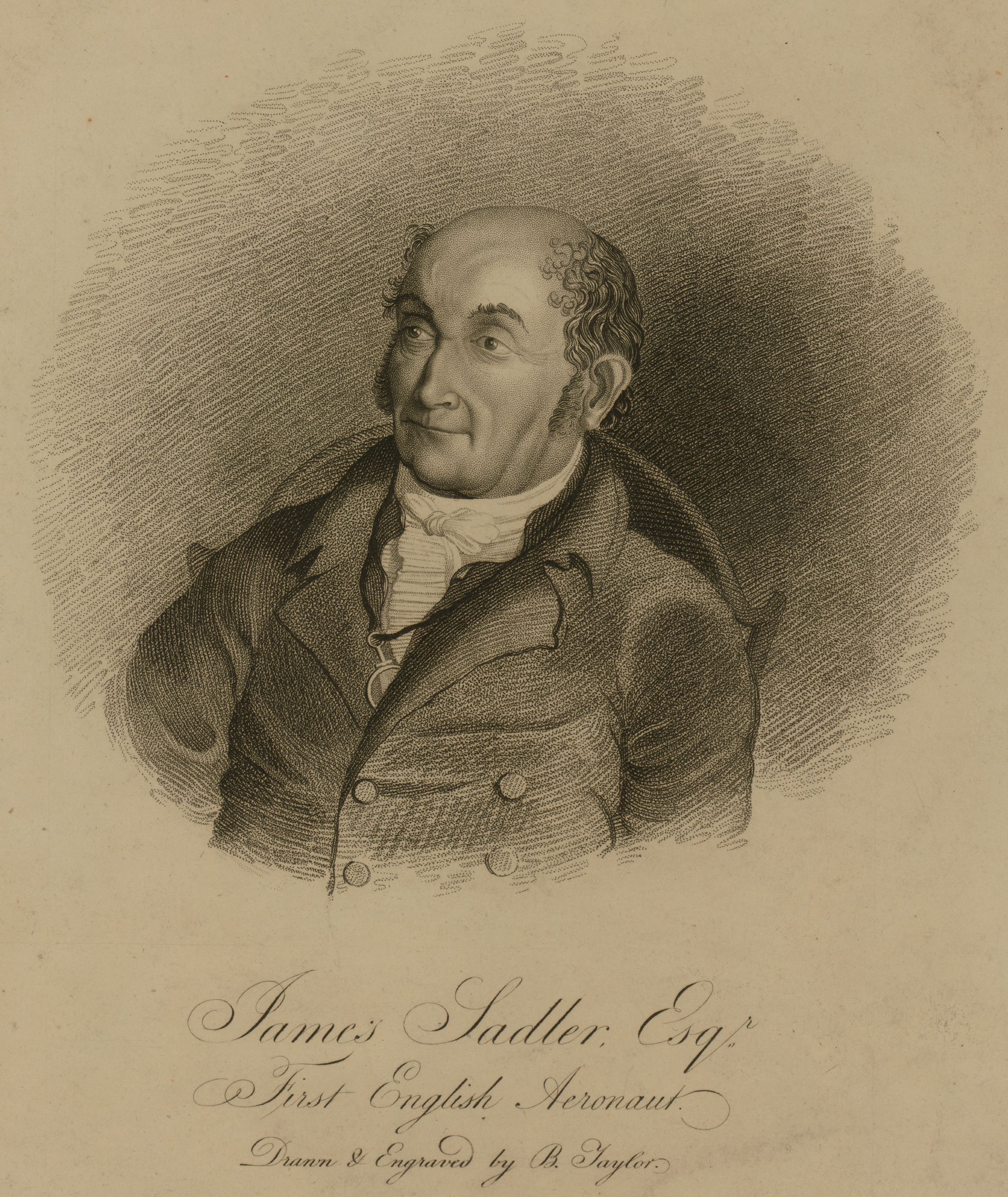
James Sadler 1812.

James Sadler  född 1753 död 1827, var en brittisk pionjär inom den brittiska ballongflygningen.
Sadler började intressera sig för flygning när han var i trettioårsåldern. 9 februari 1784 släppte han i Oxford upp en obemannad varmluftsballong i närvaro av en stor åskådarmassa. Han tillverkade därefter ett antal små ballonger som användes i utställningsändamål. Han konstruerade under 1784 en ballong med 52 meters omkrets och en gondol som försågs med ett par åror.
Han startade sin första uppstigning med ballongen den 4 oktober 1784 från Christ Church Meadow i Oxford. Färden blev lyckad och ballongen steg till 1 200 meters höjd. Luftfärden varade i en timme och han landade i Wood Eaton 10 km från startplatsen. Han blev därmed den förste britt som flög i England efter italienaren Vincenzo Lunardi. Han beslöt sig nu för att tillverka en ballong för att flyga över engelska kanalen men under transporten till Dover skadas ballongen och innan reparationen var klar var kanalen redan besegrad av Jean-Pierre Blanchard och John Jeffries. Hans andra längre flygning 1786 var från Oxford till Aylesbury i Buckinghamshire sträckan tog 20 minuter att flyga. Han kom att sätta flera distans och hastighetsrekord under sina flygningar.
Sadler är begravd i S:t Edmund Hall i Oxford.